# Port-aux-Français
Port-aux-Français és una estació tècnica i científica permanent de les Illes Kerguelen, va ser creada l'any 1951 a la costa sud de la península Courbet al llarg del golf de Morbihan, a l'illa de Kerguelen

## Història
L'estació està situada a les coordenades 49 35 S 70.219 E. La raó per la qual va ser escollit aquest emplaçament va ser que es troba en una posició d'abric a la qual a més, es podia construir una pista d'aterratge, que finalment no va arribar a construir-se.
Va començar a cobrar importància a partir de l'any 1955, en el qual la Societat Industrial d'Escorxadors Parisencs (sidap) va començar a construir amb equipament australià, una fàbrica destinada a la manufacturació de productes pesquers.
A l'interior d'un edifici que, en aquell temps, encara es trobava buit, es va celebrar el 16 de desembre de 1957, el primer matrimoni esdevingut a les Kerguelen, al qual van contraure matrimoni, el jove empresari responsable del projecte, Marc Péchenart i Martine Raulin. La maquinària de la fàbrica va ser instal·lada l'endemà del casament.
Durant els anys 60 la fàbrica tanca, sent traslladat el material a l'illa de Reunió l'any 2005.

## Organització

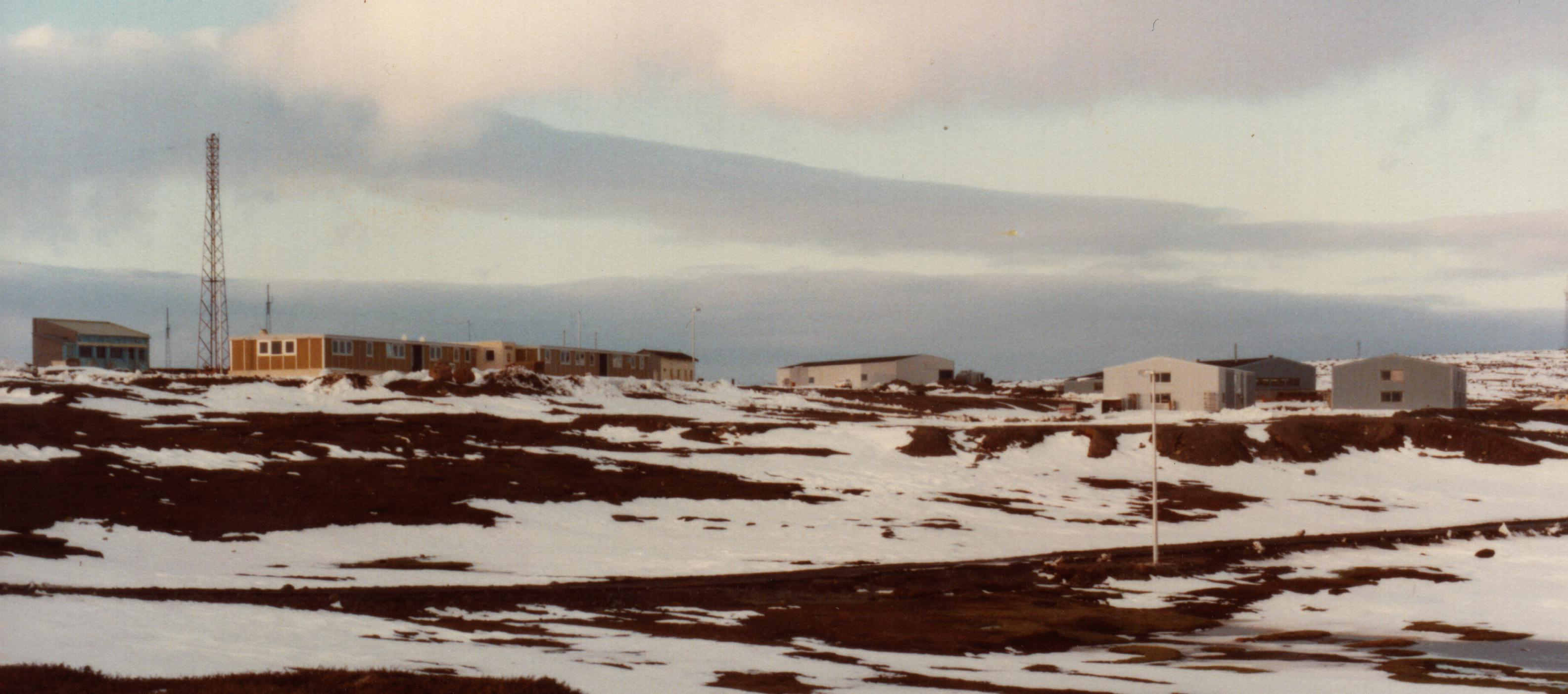
Vista parcial de la base el 1983.

L'estació disposa d'un port amb aigües poc profundes i d'un moll destinat a la descàrrega dels vaixells de subministrament. La població de l'estació varia dels 60 habitants a l'hivern, a uns 120 durant l'estiu. L'estació, a més dels mitjans logístics per al seu funcionament, es compon dels laboratoris científics (biologia i geofísica), les instal·lacions tècniques (estació meteorològica, telecomunicacions, control de satèl·lits, etc.) i un petit centre mèdic.
A més hi ha una església que domina la base.

## Mesura de les marees
La base es troba equipada amb una estació mareogràfica instal·lada recentment, que compta amb tres aparells de mesurament:
- dos mareòmetres per mesurar la pressió al fons del mar.
- un radar que s'encarrega de mesurar el nivell del mar.

Tant els dos mareòmetres com el radar, envien les dades obtingudes a un servidor local, que els retransmet cada hora a Internet, mitjançant el sistema de satèl·lit Argos.